# بوريس مايسنر
بوريس ميسنر (بالألمانية: Boris Meissner)‏ هو محامي ومحامي ألماني، ولد في 10 أغسطس 1915 في بسكوف في روسيا، وتوفي في 10 سبتمبر 2003 في كولونيا في ألمانيا.

## وصلات خارجية
- بوريس ميسنر على موقع مونزينجر (الألمانية)